# Saint-Sauvant (Charente-Maritime)
Saint-Sauvant is een gemeente in het Franse departement Charente-Maritime (regio Nouvelle-Aquitaine) en telt 512 inwoners (1999). De plaats maakt deel uit van het arrondissement Saintes.

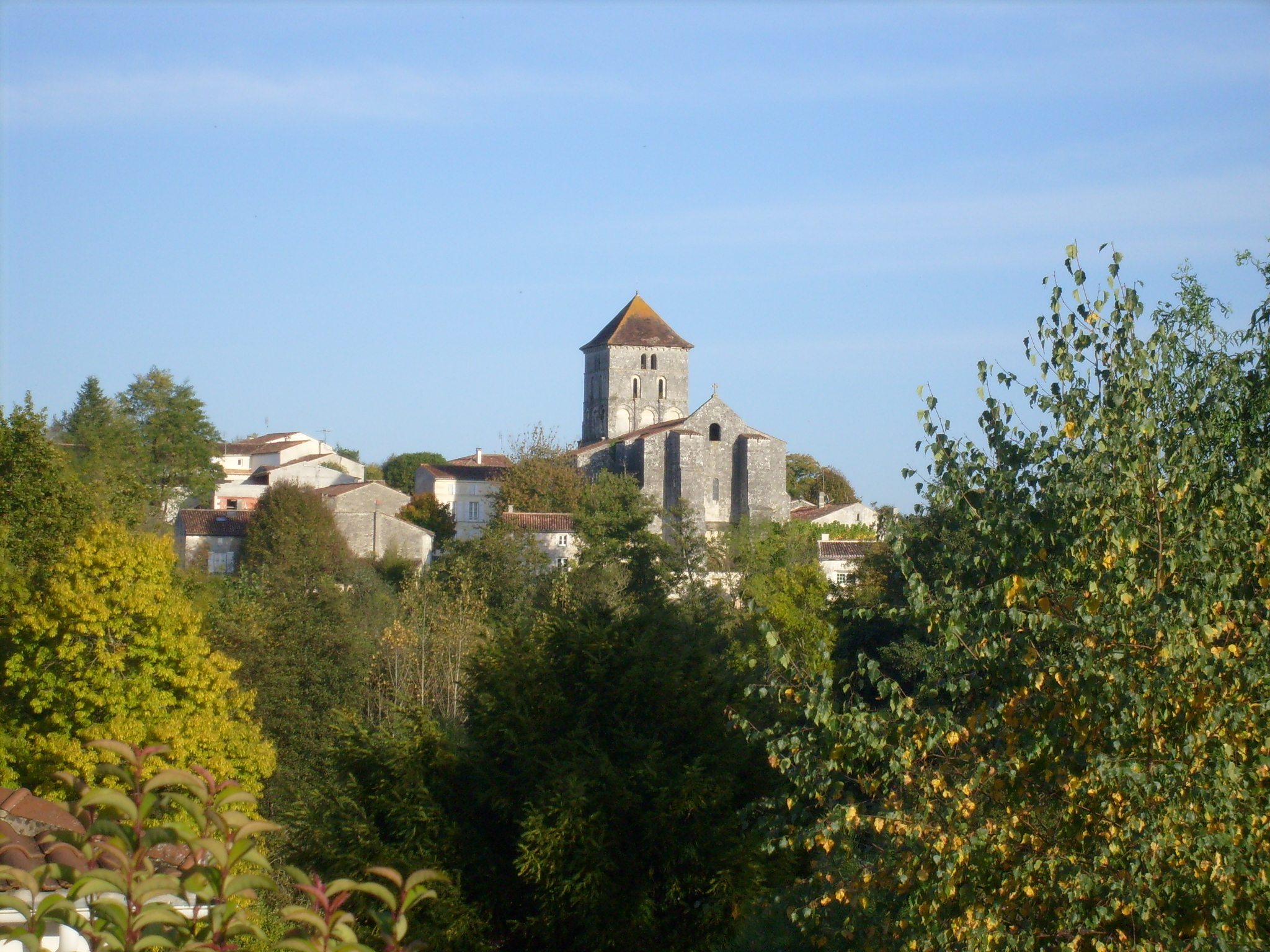
Saint-Sauvant
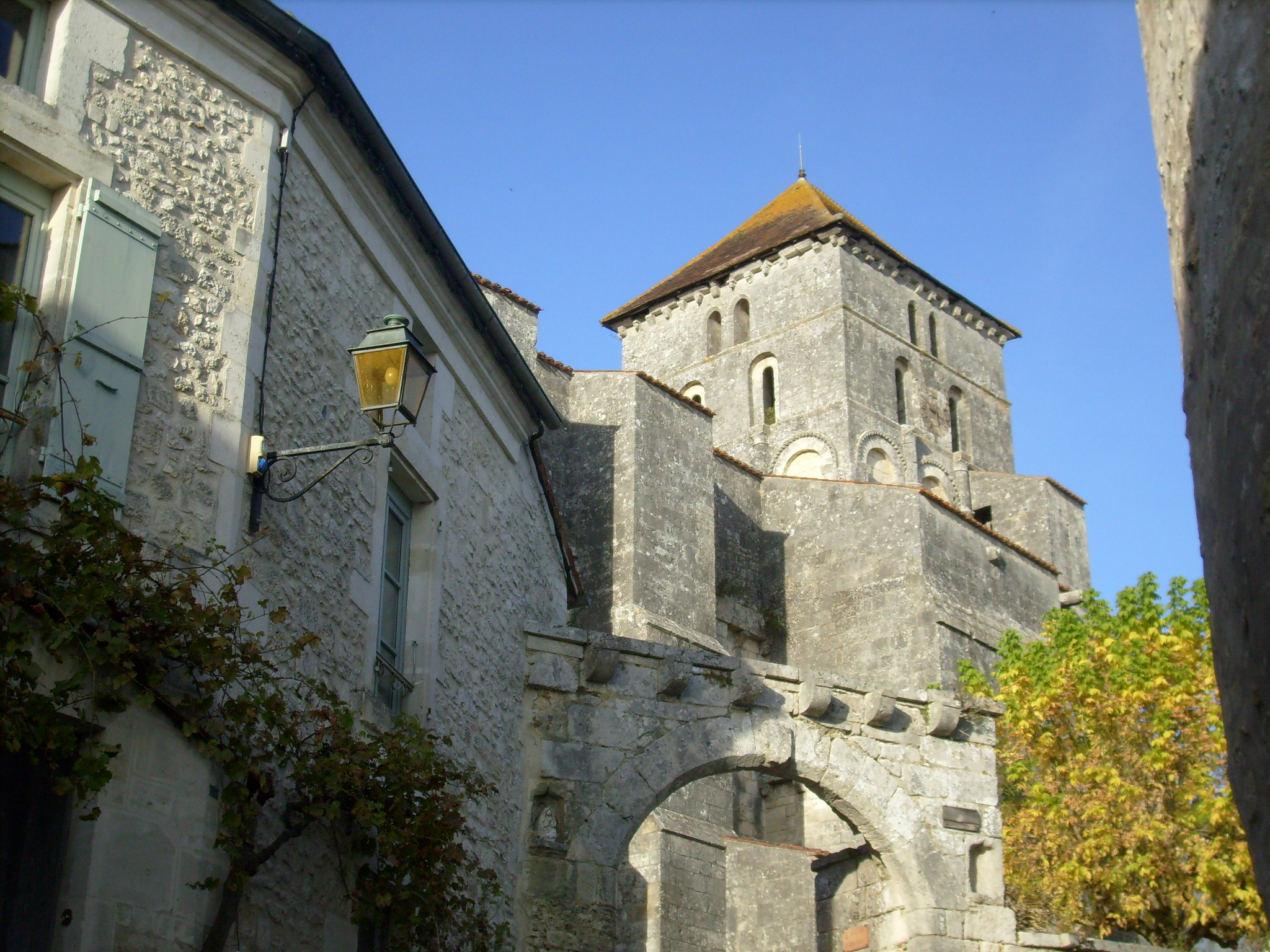
Saint-Sauvant
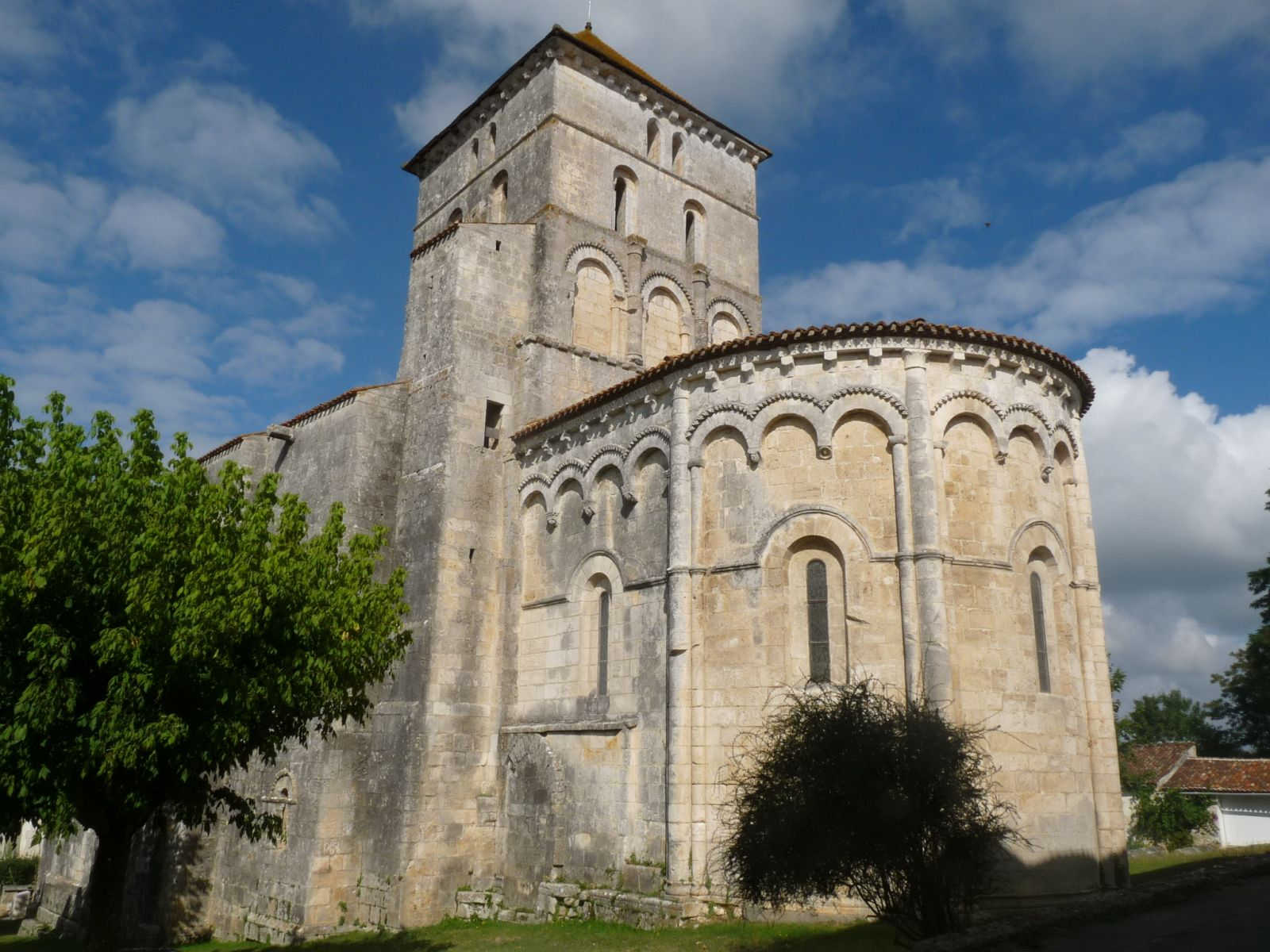
Kerk van Saint-Sauvant

## Geografie
De oppervlakte van Saint-Sauvant bedraagt 7,1 km², de bevolkingsdichtheid is 72,1 inwoners per km².
De onderstaande kaart toont de ligging van Saint-Sauvant (Charente-Maritime) met de belangrijkste infrastructuur en aangrenzende gemeenten.

## Demografie
Onderstaande figuur toont het verloop van het inwonertal (bron: INSEE-tellingen).